# Symphonie no 4 de Sessions
Pour les articles homonymes, voir Symphonie no 4.
La Symphonie no 4 de Roger Sessions a été écrite en 1958. Elle a été commandée par l'Orchestre symphonique du Minnesota et créée par cet orchestre dirigé par Antal Doráti le 2 janvier 1960.

## Structure
La symphonie comporte trois mouvements :
1. Burlesque
2. Elegy[2]
3. Pastorale[3]

Durée : environ 24 minutes
Le second mouvement a un tempo essentiellement lent interrompu deux fois par des épisodes plus rapides. Ce mouvement est écrit comme une élégie pour le frère du compositeur, John, qui est décédé en 1948. Le finale, également lent, croît en intensité jusqu'à sa conclusion.

## Orchestration
| Instrumentation de la Symphonie no 4                                        |
| Bois                                                                        |
| 3 flûtes, 3 hautbois, 4 clarinettes, 3 bassons                              |
| Cuivres                                                                     |
| 4 cors, 3 trompettes, 3 trombones, 1 tuba                                   |
| Percussions                                                                 |
| timbales, percussions, piano, célesta                                       |
| Cordes                                                                      |
| premiers violons, seconds violons, altos, violoncelles, contrebasses, harpe |